# Bruxelles (chanson de Jacques Brel)
Pour les articles homonymes, voir Bruxelles (homonymie).
Bruxelles est une chanson de Jacques Brel. Il l'a co-composée avec son pianiste Gérard Jouannest. Elle est sortie en 1962 sur l'album Les Bourgeois.

## La chanson
Avec cette chanson, Jacques Brel évoque la ville de Bruxelles au début du XXe siècle, où au gré des couplets, il emmène l'auditeur dans les lieux emblématiques de la capitale, comme la place de Brouckère ou encore le place Sainte-Catherine. En revanche la place Sainte-Justine est le fruit de l'imagination de l'artiste et n'existe pas.
La ville inspire à Jacques Brel un néologisme : le verbe « bruxeller ».

## Reprises
- Jean Vallée et The Michel Herr Trio reprennent Bruxelles sur l'album I Love French Chanson (Best Classic French Songs) Vol. 1 en 2016[2].